# Mehrheitsbedingung
Die Mehrheitsbedingung, auch Mehrheitskriterium, ist ein Kriterium für Sitzzuteilungsverfahren. Es verlangt, dass aus einer Stimmenmehrheit stets eine Mandatsmehrheit folgt.
Dabei ist zu unterscheiden zwischen einer schwachen Mehrheitsbedingung, nach der eine Partei mit mindestens 50 % der Stimmen auch mindestens 50 % der Mandate erhält, und einer starken Mehrheitsbedingung, nach der eine Partei mit mehr als 50 % der Stimmen auch mehr als 50 % der Mandate erhält.
Das D’Hondt-Verfahren (Divisorverfahren mit Abrundung) erfüllt bei gerader Gesamtmandatszahl lediglich die schwache Mehrheitsbedingung. Die starke Mehrheitsbedingung wird nur bei ungerader Gesamtmandatszahl erfüllt, denn in diesem Fall sichert sogar ein Stimmenanteil von exakt 50 % die absolute Mehrheit der Mandate. Fazit: Da nach D’Hondt keine Partei weniger Mandate erhalten kann, als es ihrer abgerundeten Quote entspricht, D’Hondt also die Quotenbedingung nach unten erfüllt (siehe Sitzzuteilungsverfahren), kann hier die starke Mehrheitsbedingung niemals um mehr als ein Mandat verletzt werden.
Das Hare/Niemeyer-Verfahren (Quotenverfahren mit Restausgleich nach größten Bruchteilen) kann aufgrund der Erfüllung der Quotenbedingung beide Formen der Mehrheitsbedingungen niemals um mehr als ein Mandat verletzten. Sie kann somit ganz einfach erfüllt werden, indem an die entsprechende Partei ein Zusatzsitz vergeben wird, mit der Folge einer Vergrößerung des Gremiums um einen Sitz. Oder man vergibt den Zusatzsitz auf Kosten der übrigen Parteien, sodass hier eine Neuverteilung vorgenommen werden muss.
Die Divisorverfahren nach Sainte-Laguë/Schepers, Hill/Huntington, Dean und Adams können die Mehrheitsbedingung allesamt verletzen, insbesondere das große Parteien systematisch benachteiligende und die Minderheitsbedingung erfüllende Adams-Verfahren. Eine grundsätzliche Lösung wie beim Hare/Niemeyer-Verfahren ist bei den genannten Verfahren nicht möglich, da der Sitzanspruch der größten Partei ihre aufgerundete Quote um mehr als einen Sitz unterschreiten kann.
Unabhängig vom Sitzzuteilungsverfahren kann die Mehrheitsbedingung nur in reinen Verhältniswahlsystemen immer erfüllt werden, bei denen nur der Stimmenanteil einer Partei im Gesamtwahlgebiet über ihre Stärke im Parlament entscheidet. Bei einer Aufteilung des Wahlgebiets in Wahlkreise, in denen jeweils nach dem Verteilungsprinzip Proporz bzw. Proporzprinzip eine feste Anzahl von Abgeordneten gewählt wird, liegt kein reines Verhältniswahlsystem vor. Dies darf nicht verwechselt werden mit Fällen, in denen das Wahlgebiet in Wahlkreise unterteilt ist, in denen verbundene Wahlkreislisten gewählt werden, also der Mandatsanspruch einer Partei im Gesamtwahlgebiet auf Basis ihres dortigen Stimmenanteils berechnet und in einem zweiten Schritt auf die Wahlkreise entsprechend ihren dortigen Stimmenzahlen (unter)verteilt wird.
Erst recht kann die Mehrheitsbedingung in Mehrheitswahlsystemen mit dem Verteilungsprinzip Majorz bzw. Majorzprinzip (engl. Winner-takes-all-Prinzip) verletzt werden, so z. B. die Parlamentswahlsysteme in Frankreich und Großbritannien oder das Verfahren für die Wahl des US-Präsidenten. So wurde im Jahr 2000 George W. Bush zum Präsidenten gewählt, obwohl bei der Wahl des Wahlmännergremiums mehr Wähler für Al Gore (genauer für seine Wahlmänner) votierten.